# Kempner
Kempner is een plaats (city) in de Amerikaanse staat Texas, en valt bestuurlijk gezien onder Lampasas County.

## Demografie
Bij de volkstelling in 2000 werd het aantal inwoners vastgesteld op 1004.
In 2006 is het aantal inwoners door het United States Census Bureau geschat op 1165, een stijging van 161 (16,0%).

## Geografie
Volgens het United States Census Bureau beslaat de plaats een oppervlakte van
5,8 km², geheel bestaande uit land. Kempner ligt op ongeveer 268 m boven zeeniveau.

## Plaatsen in de nabije omgeving
De onderstaande figuur toont nabijgelegen plaatsen in een straal van 32 km rond Kempner.